# Bulangan Haji
Bulangan Haji is een bestuurslaag in het regentschap Pamekasan van de provincie Oost-Java, Indonesië. Bulangan Haji telt 3681 inwoners (volkstelling 2010).